# Kertonegoro (Pakuniran)
Kertonegoro is een bestuurslaag in het regentschap Probolinggo van de provincie Oost-Java, Indonesië. Kertonegoro telt 948 inwoners (volkstelling 2010).